# John Catterall Leach
John Catterall Leach (Somerset, 1º settembre 1894 – Stretto di Malacca, 10 dicembre 1941) è stato un militare e marinaio britannico, veterano della prima guerra mondiale (1915-1918) dove combatte durante la battaglia dello Jutland. Tra le due guerre mondiali prestò servizio a bordo di numerose navi da guerra, e fu comandante dell'incrociatore pesante Cumberland. Nel febbraio 1941 assunse il comando della nuovissima nave da battaglia Prince of Wales che guidò in combattimento durante la battaglia dello stretto di Danimarca, in Mediterraneo durante l'operazione Halberd e poi, dopo l'entrata in guerra del Giappone, nel tentativo di contrastare l'invasione della Malesia, dove trovò la morte nel corso dell'affondamento della Prince of Wales e della Repulse.

## Biografia

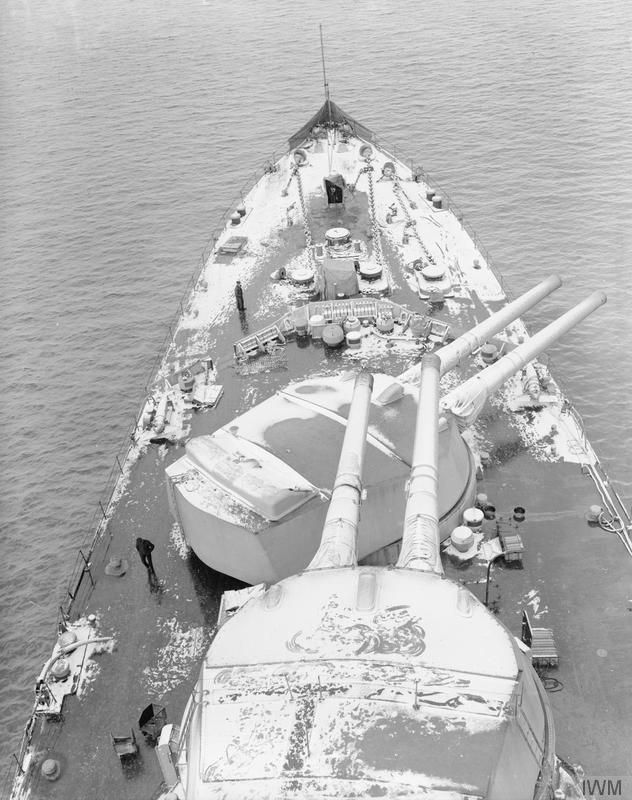
I due impianti binati anteriori da 381 mm della corazzata Royal Oak in navigazione nel Mare del Nord.

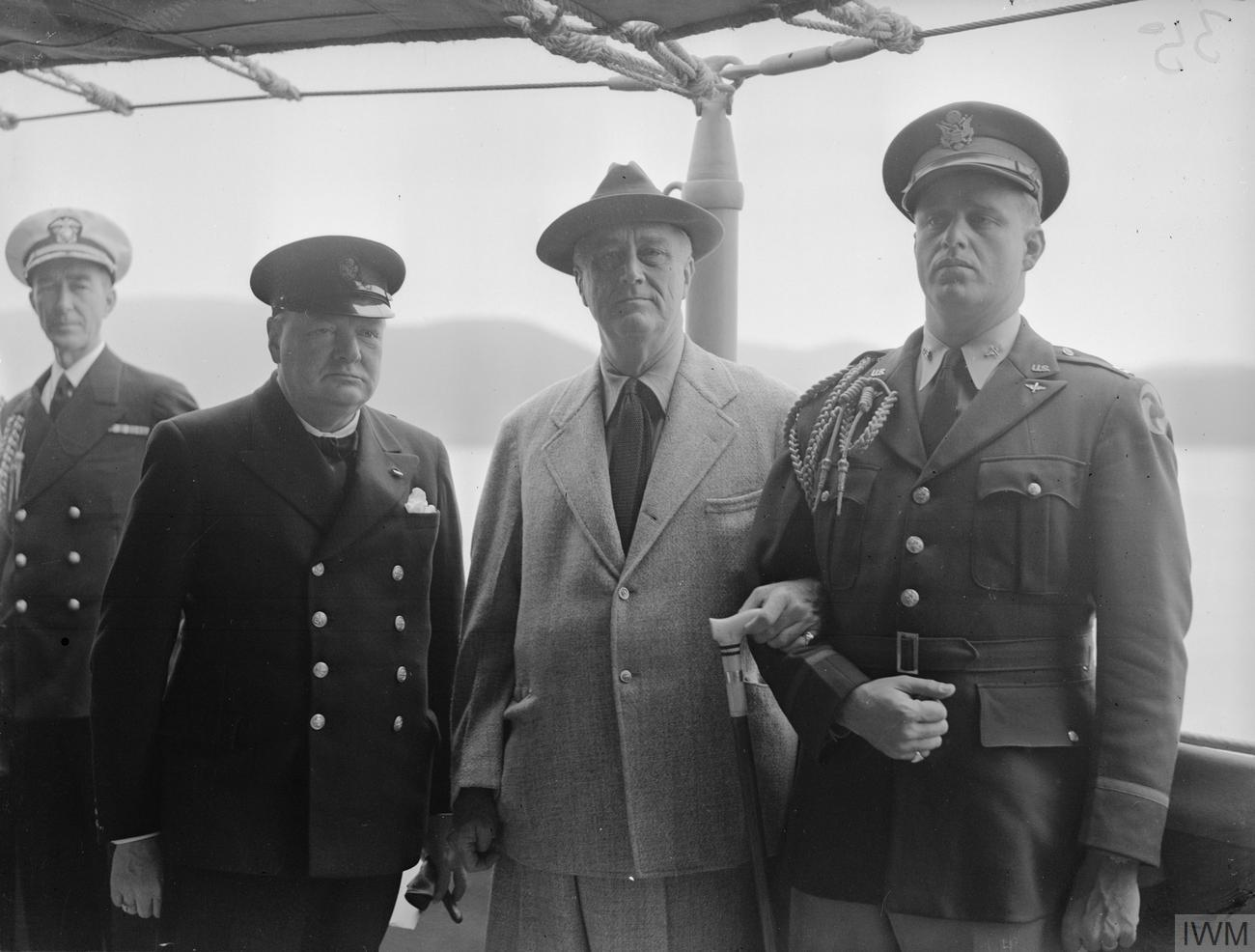
Il Primo Ministro Winston Churchill e il Presidente degli Stati Uniti d'America Franklin Delano Roosevelt a bordo della Prince of Wales durante la Conferenza Atlantica dell'agosto 1941. Sostiene ll Presidente Roosevelt suo figlio, il capitano dell'USAAF Elliot Roosevelt, e dietro di loro si scorge il capitano di vascello Leach.

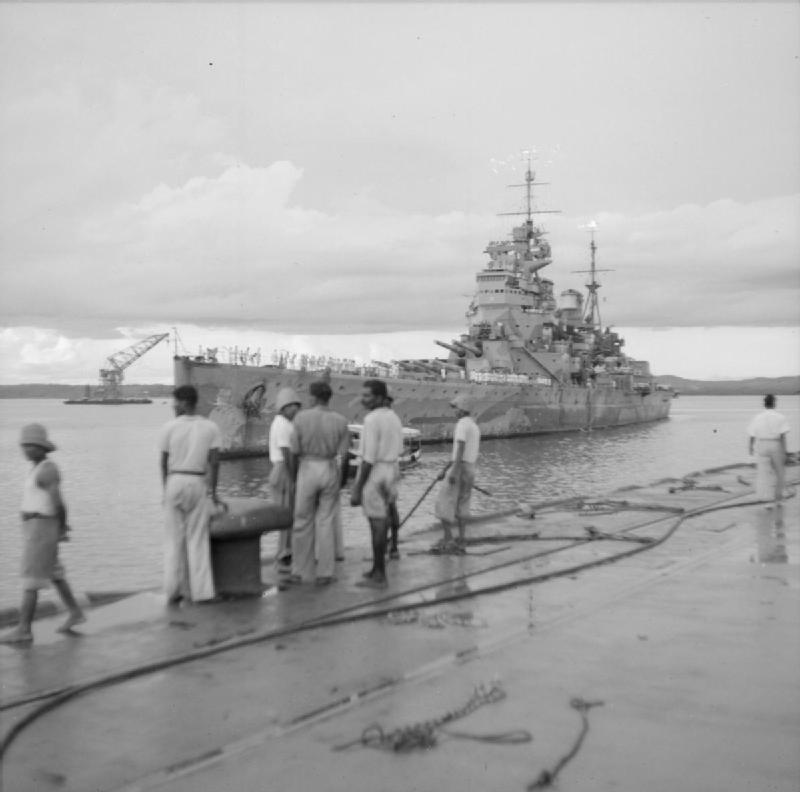
La corazzata 'Prince of Wales', nave ammiraglia della Forza Z, all'ancora presso la base navale di Singapore il 2 dicembre 1941.

Nacque il 1 settembre 1894 figlio di Charles Rothwell di professione avvocato. Arruolatosi nella Royal Navy il 15 gennaio 1912, fu imbarcato come marinaio a bordo della nave da battaglia Temeraire, venendo promosso guardiamarina il 15 maggio 1914. Rimase sulla Temeraire fino a dopo lo scoppio della prima guerra mondiale, venendo trasferito a bordo della corazzata Erin il 15 ottobre 1914. Venne promosso sub-lieutenant il 30 dicembre dello stesso anno. 
Dopo aver preso parte alla battaglia dello Jutland, avvenuta il 31 maggio 1916, il 1 settembre dello stesso anno sposò la signorina Evelyn Burnell Lee, e il divenne lieutenant per merito di guerra il 15 dicembre. 
Sbarcò dalla Erin l'11 febbraio 1918, assegnato a frequentare un corso per ufficiali d'artiglieria presso la base HMS "Excellent" di Portsmouth. Terminato il corso con un diploma di prima classe il 23 luglio 1919, fu assegnato a prestare servizio a bordo del cacciatorpediniere Stuart, nave ammiraglia della 6ª Flottiglia cacciatorpediniere.
Dopo la fine della guerra, nel 1921 fu assegnato al servizio di artiglieria a bordo dell'incrociatore da battaglia Renown. Nel corso degli anni venti del XX secolo fu un campione di tennis, e buon giocatore di ping pong.  Il 28 settembre 1923 venne assegnato a prestare servizio come ufficiale d'artiglieria sull'incrociatore leggero Calcutta, appartenente alla Stazione navale delle Indie Occidentali. Promosso capitano di corvetta il 15 dicembre dello stesso anno, di sbarcò dal Calcutta nel gennaio 1925. Il 13 luglio 1926 ritornò sul Renown, e il 27 giugno 1927 fu insignito del titolo di Cavaliere dell'ordine reale vittoriano in occasione della visita del Duca e della Duchessa di York in Australia e Nuova Zelanda, compiuta viaggiando a bordo del Renown. Sbarcò dall'incrociatore da battaglia il nel giugno 1928, venendo promosso capitano di fregata il 31 dicembre dello stesso anno. L'8 maggio 1932 assunse l'incarico di direttore di tiro a bordo della nave da battaglia Royal Oak impegnata in un ciclo operativo nel Mar Mediterraneo, rimanendovi fino al gennaio 1933. Promosso capitano di vascello il 31 dicembre 1933, il 4 maggio 1936 fu nominato comandante dell'incrociatore pesante Cumberland, mantenendo tale incarico fino all'ottobre 1938, quando fu nominato direttore dell'artiglieria navale (DNO). Ricoprì tale incarico anche quando la Gran Bretagna entrò nella seconda guerra mondiale. Era già prevista la sua nomina a contrammiraglio quando il 15 febbraio 1941 fu nominato comandante della nuovissima nave da battaglia Prince of Wales ancora in fase di allestimento. Appena assunto il comando dide subito inizio ad un intenso addestramento al tiro, che mise in evidenza alcuni problemi tecnici dell'armamento principale, basato su torri quadruple armate con cannoni Vickers-Armstrong da 356 mm.
Il 18 maggio 1941 la nave da battaglia tedesca Bismarck salpò da Gotenhafen, insieme all'incrociatore pesante Prinz Eugen, per effettuare un'incursione nell'Oceano Atlantico al fine di colpire il traffico mercantile diretto in Gran Bretagna (Operazione Rheinübung). Quando la Bismarck venne avvistata, il 21 maggio, egli comunicò all'ammiraglio Sir John Tovey, comandante della Home Fleet, che la sua nave era pronta ad entrare in servizio attivo, nonostante le sole sette settimane di esercitazioni allora effettuate. In quella stessa notte il Prince of Wales salpò insieme all'incrociatore da battaglia Hood, su cui alzava la sua insegna il viceammiraglio Lancelot Holland, per intercettare le navi nemiche. Lo scontro avvenne il 24 maggio, nello stretto di Danimarca, e terminò con l'affondamento dello Hood e il grave danneggiamento del Prince of Wales. Durante la battaglia emersero gravi problemi agli impianti quadrupli dei cannoni da 356 mm, soggetti ad andare in avaria, e la sua nave fu colpita da quattro colpi da 380 mm della Bismarck e tre da 203 mm del Prinz Eugen. Un proiettile da 380 mm passò attraverso la sala nautica del Prince of Wales, trascinando via di tutto al suo passaggio, uccidendo due guardiamarina e ferendo gravemente numerose altre persone. Egli stesso rimase stordito, e ferito dal alcune piccole schegge. Vista la situazione tattica, decise quindi di abbandonare la battaglia e ritirarsi. Per questa decisione il primo ministro Winston Churchill decise di sottoporlo a corte marziale, ma questo fatto provocò le ire di Tovey e del contrammiraglio Frederick Wake Walker, che dichiararono apertamente di stare dalla parte di Leach, ed inoltre Tovey affermò energicamente che in caso di corte marziale si sarebbero fatto processare insieme al comandante del Prince of Wales. La corte marziale non si tenne mai, e in seguito egli venne decorato con il Distinguished Service Order.
Lasciò brevemente il comando della Prince of Wales dall'8 luglio al 1 agosto, sostituito dal capitano di vascello Cecil Halliday Jepson Harcour, per subire un intervento chirurgico, e quando ritornò a bordo l'equipaggio lo attese in coperta e lo salutò con un triplice hurra, fatto che lo commosse. 
Assegnata alla Forza H la Prince of Wales operò poi nel Mar Mediterraneo durante l'operazione Halberd, e poi nell'ottobre 1941 fu trasferita a Singapore, assegnata alla Forza Z come nave di bandiera del viceammiraglio Thomas Phillips. Dopo l'attacco di Pearl Harbor, l'8 dicembre 1941 Phillips decise di salpare con le sue navi per intercettare i convogli giapponesi che stavano sbarcando truppe in Malesia. Il 10 dicembre la squadra inglese, che oltre al Prince of Wales comprendeva anche l'incrociatore da battaglia Repulse e quattro cacciatorpediniere, fu attaccata da numerose formazioni di velivoli giapponesi che affondarono con bombe e siluri le due navi maggiori. Dopo aver incassato quattro siluri e alcune bombe il Prince of Wales si inclinò sulla dritta e poi si capovolse, affondando. Rimasto a bordo fino all'ultimo al fine di favorire l'abbandono della nave da parte dell'equipaggio, rimase ucciso dal gorgo generato dalla nave che affondava e il suo corpo fu trascinato in fondo al mare. Uno dei suoi figli, Henry, che serviva a bordo come guardiamarina, sopravvisse alla tragedia e in seguito divenne Primo lord del mare.
Il suo personaggio è stato portato sullo schermo nel film del 1960 del regista Lewis Gilbert Affondate la Bismarck!, interpretato dall'attore Esmond Knight.

### Fonti
1. 1 2 3 4  Garzke 1997, p. 17.
2. 1 2 3 4 5 6 7  Traces of War.
3. 1 2  U-Boat.
4. 1 2 3 4  Dreadnought Project.
5. 1 2 3 4 5 6 7 8 9 10 11 12  Garzke 1997, p. 18.
6. ↑   Hans Houtermann, Royal Navy (RN) Officers – 1939–1945, su unithistories.com. URL consultato il 14 luglio 2010 (archiviato dall'url originale il 4 febbraio 2012).
7. 1 2 3 4 5 6  Garzke 1997, p. 19.
8. ↑  Williams 2018, p. 63.